# Alme
L'Alme est une rivière d'Allemagne dans la région Rhénanie-du-Nord-Westphalie, et un affluent de la Lippe, donc un sous-affluent du Rhin. 

## Géographie
La longueur de son cours d'eau est de 59,1 kilomètres. L'Alme arrose les villes de Büren, Borchen et Paderborn.

## Affluents
L'Alme possède plusieurs affluents :
- Nette
- Gosse
- Afte
- Altenau